# Hans Seger

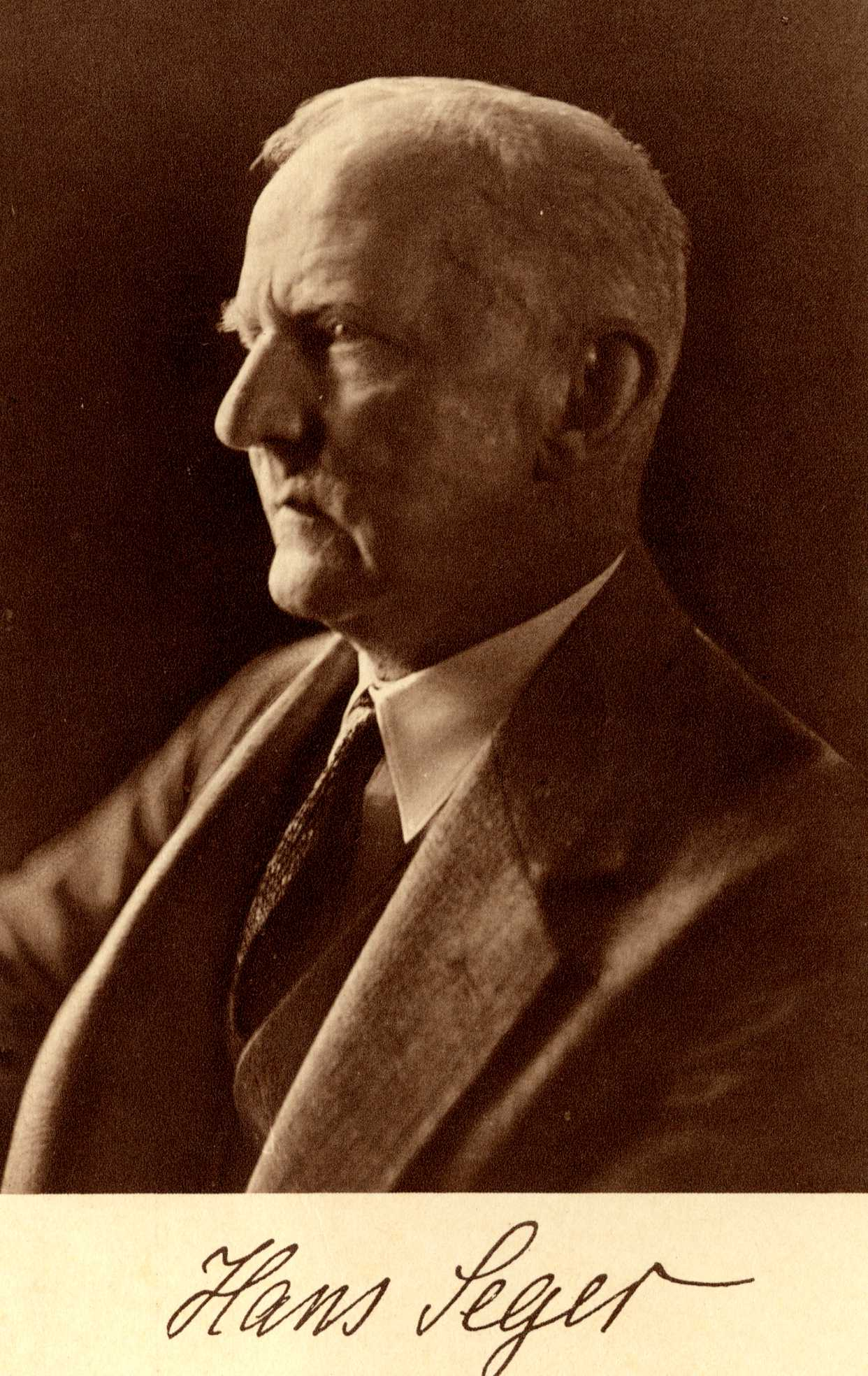
Hans Seger.

Hans Seger, född den 28 augusti 1864, död den 15 augusti 1943, var en tysk arkeolog.
Seger blev assistent vid Museum schlesischer Altertümer i Breslau 1890 och föreståndare för den historiska samlingarna 1899. Han var direktör för staden Breslaus konstsamling och professor vid Breslaus universitet sedan 1908.
På grund av sin objektivitet och saklighet intog Seger en central ställning inom den arkeologiska forskningen. Tillsammans med Carl Schuchhardt och Karl Schumacher grundade och utgav han 1909 Prähistorische Zeitschrift.